# Aufbau des Sozialismus
Aufbau des Sozialismus war eine in der Frühphase der Deutschen Demokratischen Republik von der Staatsführung und der Sozialistischen Einheitspartei Deutschlands (SED) ausgegebene Formulierung. Sie dient weiter als Terminus in der neueren deutschsprachigen Geschichtswissenschaft für die ersten Jahre der DDR und anderer sozialistischer Länder.

## II. Parteikonferenz der SED

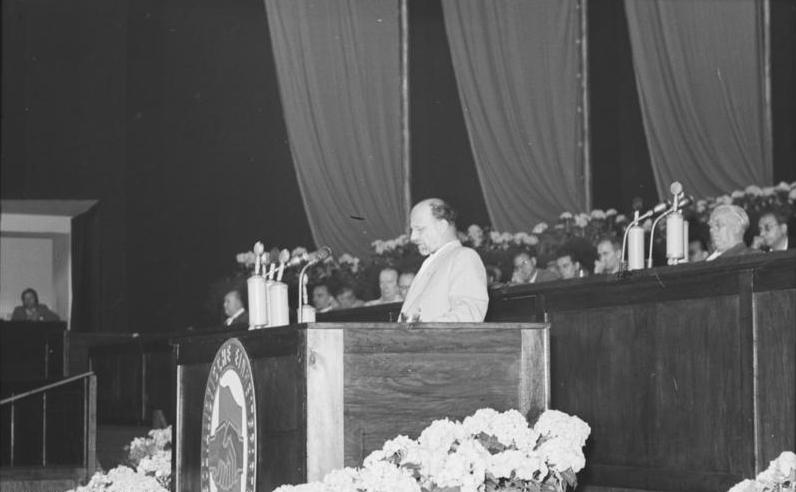
Walter Ulbricht auf der II. Parteikonferenz. Aufnahme vom 9. Juli 1952

Auf der II. Parteikonferenz der SED vom 9. bis zum 12. Juli 1952 in der Werner-Seelenbinder-Halle verkündete der Generalsekretär Walter Ulbricht in seinem Abschlussreferat den planmäßigen Aufbau des Sozialismus:
Die politischen und die ökonomischen Bedingungen der Arbeiterklasse sowie ihr Klassenbewusstsein seien so weit entwickelt, dass der Aufbau des Sozialismus an der Zeit sei. „Die großen Ideen des Sozialismus“ würden nun im Land von Marx und Engels verwirklicht. Gegen Widerstand und die Wühlarbeit „feindlicher Agenten“ müsse die DDR nun auch bewaffnete Kräfte aufbauen – gemeint war die Weiterentwicklung der am 1. Juli 1952 eingerichteten Kasernierten Volkspolizei zur Nationalen Volksarmee. Außerdem kündigte Ulbricht eine Verwaltungsreform an. Wirtschaftlich solle, sowjetischem Vorbild folgend, die Schwerindustrie besonders gefördert werden. Außerdem wollte Ulbricht den sozialistischen Wettbewerb entfalten und die Kollektivierung der Landwirtschaft fördern.
Dieses ambitionierte Programm stand in Zusammenhang mit Josef Stalins Theorie vom Aufbau des Sozialismus in einem Land, die ein Gegenentwurf zu Leo Trotzkis Theorie der permanenten Revolution war. Folgerichtig findet sich im Beschluss der II. Parteikonferenz auch ein direkter Hinweis auf den sowjetischen Machthaber:

„Sache aller fortschrittlichen Kräfte ist es, aus den Erfahrungen des Kampfes der Kommunistischen Partei der Sowjetunion (Bolschewiki) und vom großen Stalin zu lernen, wie der Sozialismus aufgebaut wird.“

## Umsetzung 1952/53
1952 begannen die SED und die ihr unterstehenden staatlichen Stellen die Beschlüsse der II. Parteikonferenz in die Tat umzusetzen.  
- Aufbau der SED zur führenden Partei samt Marginalisierung und Ausschaltung der Opposition. Dazu zählt auch der Ausbau des Ministeriums für Staatssicherheit (MfS)
- Die Abschaffung der fünf Länder und die Gliederung der DDR in 14 Bezirke
- Ein Prozess der Enteignung und Verstaatlichung von größeren Privatunternehmen, die in Volkseigene Betriebe (VEBs) überführt wurden
- Der Zusammenschluss von Bauern in Landwirtschaftlichen Produktionsgenossenschaften (LPGn)

## Krise 1953

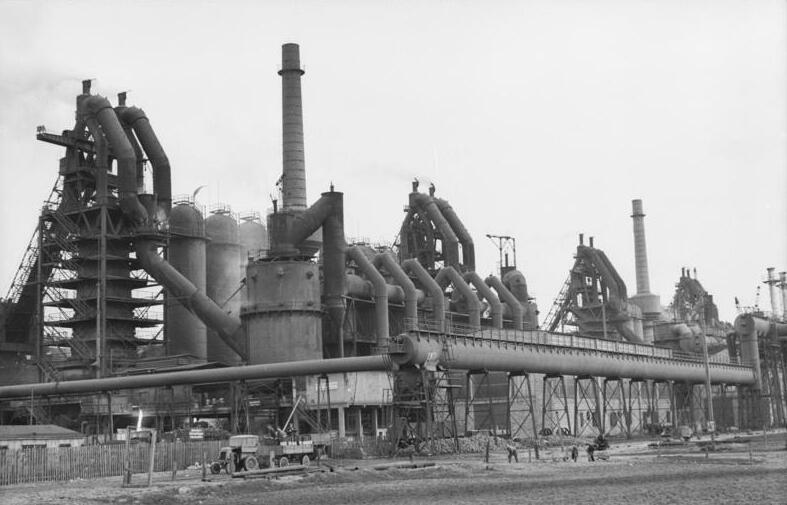
Das Eisenhüttenkombinat Ost in Stalinstadt. Aufnahme vom 10. November 1952

Die hektisch ins Werk gesetzten Änderungen in der Wirtschaft führten zu Schwierigkeiten in der Versorgung mit Konsumgütern, deren Produktion gegenüber einem forcierten Ausbau der Schwerindustrie vernachlässigt wurde. Die Investitionsentscheidung für das Eisenhüttenkombinat Ost in Stalinstadt und andere montanindustrielle Standorte war auch deswegen problematisch, weil die Voraussetzungen für chemische Industrie, Optik und Feinmechanik in der rohstoffarmen DDR ungleich besser waren. Hinzu kam die politische Umgestaltung der DDR zu einem totalitären System, unter dem die Bürger ebenfalls zu leiden hatten. Beides trug dazu bei, dass die Flüchtlingszahlen in die Höhe schnellten: In den ersten fünf Monaten des Jahres 1953 kehrten über 200.000 Menschen, zumeist Angehörige des Bürgertums und Bauern, der DDR den Rücken. Da die innerdeutsche Grenze wenige Wochen vor der II. Parteikonferenz abgeriegelt worden war, nämlich am 26. Mai 1952, erfolgten die Grenzübertritte zumeist über West-Berlin, das noch nicht durch die spätere Berliner Mauer abriegelt war. 
Diese Entwicklung wurde in der Sowjetunion mit Sorge betrachtet, wo die Macht seit dem Tode Josef Stalins am 5. März 1953 in den Händen eines Triumvirats lag, bestehend aus Regierungschef Georgi Malenkow, Außenminister  Wjatscheslaw Molotow und vor allem von Geheimdienstchef Lawrenti Beria. Beria schien der kommende starke Mann zu sein. Ende Mai 1953 fasste der Ministerrat der UdSSR einen Beschluss, der die Politik der SED-Führung scharf kritisierte

„1. Derzeit ist Abstand zu nehmen vom Kurs auf den forcierten Aufbau des Sozialismus.
2. Es ist Abstand zu nehmen vom Kurs auf die Schaffung von Produktionsgenossenschaften (Kolchosen) auf dem Lande.“

Die Agrarpolitik wurde in diesem Zusammenhang als Entkulakisierung bezeichnet. Außerdem empfahlen die Sowjets Ulbricht und Otto Grotewohl, die zu diesem Zweck Anfang Juni 1953 nach Moskau zitiert worden waren, die „im Fünfjahrplan vorgesehenen, extrem angespannten Pläne der volkswirtschaftlichen Entwicklung“ zu reduzieren, die Versorgung der Bevölkerung mit Konsumgütern zu verbessern, die Rationierung aufzuheben, die „unzulässig hastigen Maßnahmen zur Verdrängung und Begrenzung kapitalistischer Elemente in Industrie, Handel und Landwirtschaft“ zurückzunehmen, die zum 1. Juni 1953 erhöhte Arbeitsnorm zu senken, die Schikanierung von Privatunternehmen bei der Ressourcenverteilung und der Besteuerung zu beenden, eine Amnestie zu erlassen und die Bemühungen um die deutsche Einheit zu verstärken. Dazu wurde sowjetische Wirtschaftshilfe in Aussicht gestellt
Dieser Neuen Kurs der DDR sollte nach Ansicht der Sowjets von jüngeren, aufgeschlosseneren Mitgliedern des Politbüros durchgesetzt werden, namentlich von dem Minister für Staatssicherheit Wilhelm Zaisser und von Rudolf Herrnstadt, dem Chefredakteur des Neuen Deutschlands. 

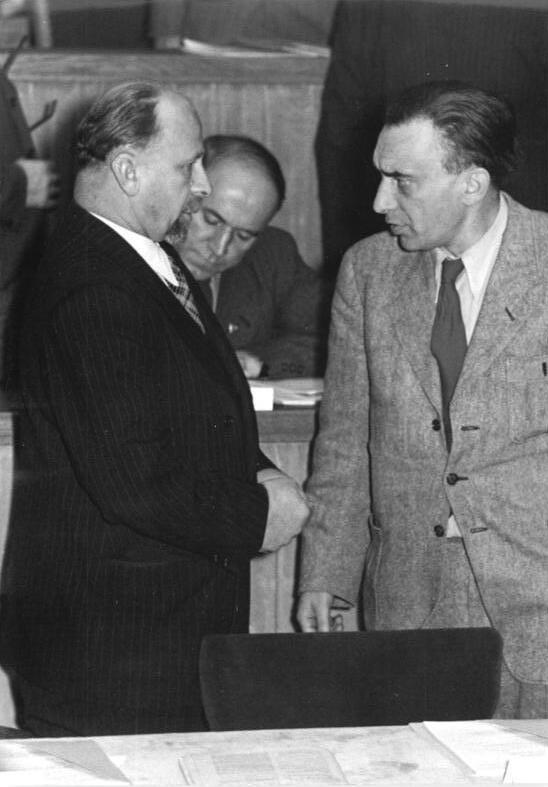
Rudolf Herrnstadt im Gespräch mit Walter Ulbricht. Aufnahme aus dem Jahr 1951

 Als dieser sich bei dem sowjetischen Hohen Kommissar Wladimir Semjonow Anfang Juni über das Tempo des befohlenen Kurswechsel beschwerte, erhielt er zur Antwort: „In 14 Tagen werden Sie vielleicht schon keinen Staat mehr haben.“ Botschafter Iwan Iljitschow deutete Herrnstadt gegenüber an, wenn Ulbricht nicht freiwillig zurücktrete, könnten die Sowjets „tätig werden“.
Unter diesem äußeren Druck verkündete das Politbüro am 9. Juni 1953 den Neuen Kurs. Der Ministerrat schloss sich zwei Tage später an. Am 16. Juni 1953 wurde Herrnstadts Vorlage für einen offiziellen ZK-Beschluss bekannt, in dem es hieß:

„Es geht darum, eine Deutsche Demokratische Republik zu schaffen, die für ihren Wohlstand, ihre soziale Gerechtigkeit, ihre Rechtssicherheit, ihre zutiefst nationalen Wesenszüge und ihre freiheitliche Atmosphäre die Zustimmung aller ehrlichen Deutschen findet.“

Nur auf diesem Wege ließe sich die deutsche Einheit wiederherstellen.
Weil die Normenerhöhung aber entgegen den sowjetischen Empfehlungen nicht zurückgenommen wurden, brach am folgenden Tag ein Volksaufstand aus, den die Sowjetarmee blutig niederschlug. Der geplante Sturz Ulbrichts scheiterte, weil Beria am 26. Juni 1953 gestürzt und verhaftet worden war. Ulbricht reiste am 8. Juli 1953 nach Moskau und konnte sich der Unterstützung des kommenden Machthabers Nikita Chruschtschow versichern. Zaisser und Herrnstadt verloren nach seiner Rückkehr wegen ihrer „kapitulantenhafte, im Wesen sozialdemokratische Auffassung“ ihre Ämter, das Politbüro stellte sich wieder hinter Generalsekretär Ulbricht.

## Konsolidierung
Ulbricht und die SED-Führung lernten aus der Krise um den Aufbau des Sozialismus: Sie schlugen zunächst ein langsameres Transformationstempo ein und drosselten den Ausbau der Schwerindustrie zugunsten der Konsumgüterindustrie. Die versprochene Lebensmittelhilfe aus der Sowjetunion erlaubte es, die Preise in den HO-Läden um bis zu 25 Prozent zu senken. Zudem erklärte sich die Sowjetunion bereit, zum 1. Januar 1954 auf alle Reparationen aus der DDR zu verzichten. Die letzten 33 sowjetischen Aktiengesellschaften sollten in Eigentum der DDR überführt werden. Gleichzeitig wurde Ulbrichts Position als Generalsekretär der SED ausgebaut. Das Politbüro wurde von den zeitweiligen Unterstützern der „Zaisser-Herrnstadt-Fraktion“ gesäubert, ebenso die mittleren Kader der Partei: Von den zur II. Parteikonferenz aktiven Mitgliedern der Bezirksleitungen verloren bis 1954 60 Prozent ihr Amt, von den ersten und zweiten Sekretären der Partei sogar 70 Prozent. Der IV. Parteitag der SED beendete endgültig den Neuen Kurs der SED. Der Strukturwandel in Staat, Wirtschaft und Gesellschaft wurde nun wieder forciert aufgenommen, die Entstalinisierung, die sich in der Sowjetunion bereits zeigte, mochte die SED nicht  mitmachen. Die Probleme, die der Aufbau des Sozialismus mit sich gebracht hatte, blieben aber bestehen: 1954 flohen 184.000 Bürger der DDR in die Bundesrepublik, 1955 sogar 252.000 – und es waren zumeist junge, gut ausgebildete Arbeiter, Bauern und Intellektuelle, die in der DDR-Wirtschaft empfindlich fehlten. Diesen konstanten Abfluss von „Humankapital“ sollte erst der Mauerbau ab dem 13. August 1961 beenden.